# Ich bin ein guter Hirt, BWV 85

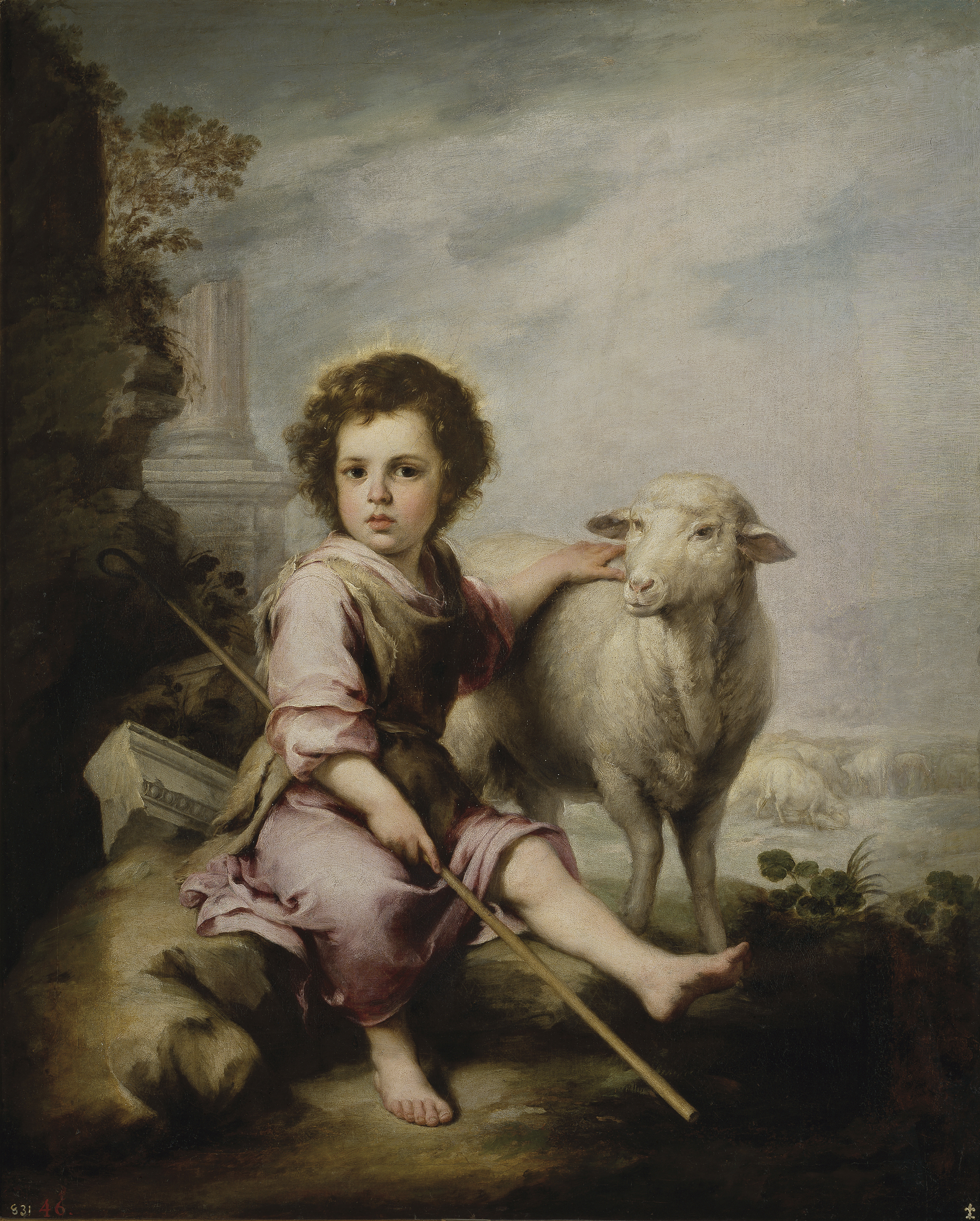
El buen pastor de Murillo.

Ich bin ein guter Hirt, BWV 85 (Yo soy un buen pastor) es una cantata de iglesia escrita por Johann Sebastian Bach en Leipzig para el segundo domingo después de Pascua y estrenada el 15 de abril de 1725.

## Historia
Bach compuso esta obra durante su segundo año como Thomaskantor en Leipzig para el segundo domingo después de Pascua, conocido como Misericordias Domini. Forma parte de su segundo ciclo anual de cantatas. La cantata fue interpretada por primera vez el 15 de abril de 1725.

## Análisis

### Texto
Las lecturas establecidas para ese día eran de la primera epístola de Pedro, Cristo como modelo (1 Pedro 2:21–25), y del evangelio según San Juan, el Buen Pastor (Juan 10:11-16).
Conforme a John Eliot Gardiner, el poeta es probablemente el mismo de las dos cantatas anteriores, Bleib bei uns, denn es will Abend werden, BWV 6 y Am Abend aber desselbigen Sabbats, BWV 42, antes de que Christiana Mariana von Ziegler fuese la poetisa de las siguientes cantatas del periodo. Los tres textos de cantata seguramente fueron escritos para el primer año de Bach en Leipzig, pero se pospusieron debido a la carga de trabajo del estreno de la Pasión según San Juan, BWV 245 ese año. Se trata de una secuencia sobre temas del evangelio de Juan. El poeta inicia la cantata con el comienzo del evangelio, el versículo 11. El segundo movimiento explica que ser un buen pastor tuvo lugar en la Pasión. La reflexión es comentada por la primera estrofa del himno "Der Herr ist mein getreuer Hirt" escrito por Cornelius Becker en 1598, una paráfrasis del Salmo 23. En el cuarto movimiento el poeta hace alusión al versículo 12 del evangelio, el contraste del pastor que está despierto para cuidar de las ovejas, mientras los jornaleros duermen y las desatienden. El quinto movimiento habla del amor como la motivación del pastor para cuidar de las ovejas. La cantata termina con el coral "Ist Gott mein Schutz und treuer Hirt", la cuarta estrofa del himno "Ist Gott mein Schild und Helfersmann" escrito por Ernst Christoph Homberg en 1658.

### Instrumentación
La obra está escrita para cuatro voces solistas (soprano, alto, tenor y bajo), un coro  a cuatro voces; dos oboes, dos violines, viola, violonchelo piccolo y bajo continuo.

### Estructura
Consta de seis movimientos.
1. Aria (bajo): Ich bin ein guter Hirt
2. Aria (alto): Jesus ist ein guter Hirt
3. Coral: Der Herr ist mein getreuer Hirt
4. Recitativo (tenor): Wenn die Mietlinge schlafen
5. Aria (soprano): Seht, was die Liebe tut
6. Coral: Ist Gott mein Schutz und treuer Hirt

En el primer movimiento el bajo como la vox Christi canta "soy un buen pastor", enmarcado por ritornellos instrumentales. El motivo en estas palabras ya aparece en cuatro ocasiones en el ritornello. El movimiento está entre aria y arioso, con el oboe como instrumento concertante en "un ambiente de apacible seriedad". El aria para alto va acompañada por un violonchelo piccolo obbligato. La estrofa del coral es cantata por la soprano sobre la melodía de "Allein Gott in der Höh sei Ehr" de Nikolaus Decius, con una melodía ligeramente adornada, mientras los dos oboes tocan un tema en ritornellos que deriva de la primera línea de la melodía.
El único recitativo es un sermón en miniatura, acompañado por la cuerda que enfatiza frases del texto. El quinto movimiento es el único en la cantata que está escrito en ritmo de pastorale. La cuerda, violines y viola, tocan al unísono en el registro grave. La voz de tenor con frecuencia aparece como la parte más aguda, empezando tres veces con la palabra "Seht" (mirada). Gardiner señala el parecido que presenta con el aria para alto "Sehet, Jesus hat die Hand", que es el movimiento 60 de la Pasión según San Mateo, BWV 244. Las similitudes se pueden ver tanto en el tema del "amor pastoral que emana de la cruz" como en la música, que el propio Gardiner describe como "una melodía rica, fluida y un ritmo meciéndose suavemente". El coral final es un arreglo a cuatro voces.

## Discografía selecta
De esta pieza se han realizado una serie de grabaciones entre las que destacan las siguientes.
- 1957 – Bach: Cantata 85 & 151. Anthon van der Horst, De Nederlandse Bachvereniging, Amsterdam Kamerorkest, Hélène Ludolph, Wilhelmine Matthès, Tom Brand, Hermann Schey (Telefunken)
- 1959 – Les Grandes Cantates de J.S. Bach Vol. 4. Pforzheim Chamber Orchestra, Ingeborg Reichelt, Hertha Töpper, Helmut Krebs, Franz Kelch (Erato)
- 1960 – J.S. Bach: Kantate BWV 85. Karl Ristenpart, Chorus of the Conservatory of Sarrebruck, Chamber Orchestra of the Saar, Eva Bornemann, Helmut Kretschmar, Jakob Stämpfli (Saarländischer Rundfunk)
- 1960 – Bach Kantaten, Vol. 8: BWV 103, 85, 86, 144. Diethard Hellmann, Bachchor und Bachorchester Mainz (DdM-Records Mitterteich)
- 1970 – Les Grandes Cantates de J.S. Bach Vol. 24. Fritz Werner, Heinrich-Schütz-Chor Heilbronn, Württembergisches Kammerorchester Heilbronn, Hedy Graf, Barbara Scherler, Kurt Huber, Jakob Stämpfli (Erato)
- 1977 – J.S. Bach: Das Kantatenwerk Vol. 22. Nikolaus Harnoncourt, Tölzer Knabenchor, Concentus Musicus Wien, Paul Esswood, Kurt Equiluz, Ruud van der Meer (Teldec)
- 1981 – Die Bach Kantate Vol. 13. Helmuth Rilling, Gächinger Kantorei, Bach-Collegium Stuttgart, Arleen Augér, Gabriele Schreckenbach, Adalbert Kraus, Walter Heldwein (Hänssler)
- 1994 – J.S. Bach: Cantatas with Violoncelle Piccolo. Christophe Coin, Das Leipziger Concerto Vocale, Ensemble Baroque de Limoges, Barbara Schlick, Andreas Scholl, Christoph Prégardien, Gotthold Schwarz (Auvidis Astrée / Naïve)
- 1999 – Bach Edition Vol. 5: Cantatas Vol. 2. Pieter Jan Leusink, Holland Boys Choir, Netherlands Bach Collegium, Ruth Holton, Sytse Buwalda, Nico van der Meel, Bas Ramselaar (Brilliant Classics)
- 2000 – Bach Cantatas Vol. 23. John Eliot Gardiner, Monteverdi Choir, English Baroque Soloists, Katharine Fuge, William Towers, Norbert Meyn, Stephen Varcoe (Soli Deo Gloria)
- 2001 – J.S. Bach: Complete Cantatas Vol. 15. Ton Koopman, Amsterdam Baroque Orchestra & Choir, Deborah York, Bogna Bartosz, Jörg Dürmüller, Klaus Mertens (Antoine Marchand)
- 2007 – J.S. Bach: Cantatas Vol. 39. Masaaki Suzuki, Bach Collegium Japan, Carolyn Sampson, Robin Blaze, Gerd Türk, Peter Kooy (BIS)
- 2008 – J.S. Bach: Cantatas for the Complete Liturgical Year Vol. 11. Sigiswald Kuijken, La Petite Bande, Gerlinde Sämann, Petra Noskaiová, Christoph Genz, Jan van der Crabben (Accent)